# The Dead (1987)
The Dead is een Brits-Iers-Amerikaanse dramafilm uit 1987 onder regie van John Huston. Het scenario is gebaseerd op het gelijknamige korte verhaal  uit 1914 van de Ierse auteur James Joyce.

## Verhaal
In 1904 houden de gezusters Morkan en hun nicht Mary Jane een kerstdiner in Dublin. Tijdens het feestmaal vertelt Gretta Conroy haar man Gabriel over haar eerste liefde. Dat zet haar man aan het denken over hun huwelijk.

## Rolverdeling
| Acteur             | Personage            |
| ------------------ | -------------------- |
| Anjelica Huston    | Gretta Conroy        |
| Donal McCann       | Gabriel Conroy       |
| Dan O'Herlihy      | Mijnheer Browne      |
| Donal Donnelly     | Freddy Malins        |
| Helena Carroll     | Tante Kate           |
| Cathleen Delany    | Tante Julia          |
| Ingrid Craigie     | Mary Jane            |
| Rachael Dowling    | Lily                 |
| Marie Kean         | Mevrouw Malins       |
| Frank Patterson    | Bartell D'Arcy       |
| Maria McDermottroe | Molly Ivors          |
| Sean McClory       | Mijnheer Grace       |
| Kate O'Toole       | Juffrouw Furlong     |
| Maria Hayden       | Juffrouw O'Callaghan |
| Bairbre Dowling    | Juffrouw Higgins     |